# Jaakko Nyberg
Jaakko Nyberg (Kemi, 19 de dezembro de 1980) é um futebolista finlandês.